# Adoração dos Reis Magos (El Greco)
A Adoração dos Reis Magos é uma pintura a óleo executada entre 1565 e 1567 por El Greco. Ele e seu São Lucas Pintando a Madona e o Menino são suas obras mais ocidentais, com Adoração mostrando a influência particularmente forte de Parmigianino neste momento de sua carreira. Pode ter sido pintado em Veneza ou em outro lugar durante sua estadia na Itália ou para um cliente italiano que viveu na Creta natal do pintor, mas isso é debatido. Está agora no Museu Benaki, em Atenas.

## Temática
A Adoração dos Reis Magos (do título da seção em latim da Vulgata, A Magis adoratur) é o nome tradicionalmente dado ao tema cristão parte da Natividade, no qual os três reis magos, representados como reis vindos do oriente, tendo encontrado Jesus ao seguir a estrela de Belém, colocam aos pés do Menino Jesus presentes de ouro, incenso e mirra. Eles também o adoram como "rei dos judeus". Este evento foi relatado no Evangelho de Mateus.